# 즈엉땀카
즈엉땀카(베트남어: Dương Tam Kha / 楊三哥)는 양조의 제2대 왕(재위: 945년 ~ 950년)이다. 양소홍(楊紹洪, Dương Thiệu Hồng), 양주장(楊主將)이라고 불리기도 한다.

## 생애
944년년에 오권이 죽자 왕위가 오권의 장남인 오창급에게 돌아가야 했지만 어리다는 이유로 그를 축출하고 왕위를 찬탈하였다. 
950년년에 오창문의 공격을 받아 폐위된 뒤 장양공(張楊公)으로 봉해졌고 식읍을 받았다. 그 후의 행적은 알 수 없다.
| 전 임 전오왕 오권 | 제2대 양조의 왕 945년 ~ 950년 | 후 임 천책왕 오창급 남진왕 오창문 |